# Nueva Jalapa
Nueva Jalapa är en ort i Honduras.   Den ligger i departementet Departamento de Santa Bárbara, i den västra delen av landet, 150 km nordväst om huvudstaden Tegucigalpa. Nueva Jalapa ligger 566 meter över havet och antalet invånare är 1 094.
Terrängen runt Nueva Jalapa är huvudsakligen kuperad, men söderut är den bergig. Runt Nueva Jalapa är det ganska glesbefolkat, med 23 invånare per kvadratkilometer. Närmaste större samhälle är Santa Bárbara, 10,4 km öster om Nueva Jalapa. Omgivningarna runt Nueva Jalapa är en mosaik av jordbruksmark och naturlig växtlighet.